# رفناء
رَفْنَاء (الاسم العلمي: Erianthus)، جنس حشرات من الجنادب يقتصر وجودها على جنوب شرق آسيا. يوجد في اليابان، شمال شرق الهند، ميانمار، تايلاند، فيتنام، جنوب الصين بما في ذلك هونغ كونغ، وتمتد من الشرق إلى سومطرة.